# Marile familii (film)
Marile familii (titlul original: în franceză Les Grandes familles) este un film dramatic francez, realizat în 1958 de regizorul Denys de La Patellière, după romanul omonim a scriitorului Maurice Druon, protagoniști fiind actorii Jean Gabin, Jean Desailly, Pierre Brasseur, Bernard Blier.

## Conținut
Noël Schoudler, patriarhul unei familii din vârful clasei de mijloc, conduce un imperiu economic ca autocrat, ale cărui domenii se extind de la activități bancare, lumea presei până la rafinării de zahăr. Singurul său fiu François, judecă metodele paterne ca fiind învechite și, profitând de absența tatălui său aflat într-o călătorie, întreprinde reforme drastice la ziar. La întoarcere, tatăl judecă sever transformările făcute și decide să-i dea fiului o lecție. După o confruntare dură, Noël decide să-i încredințeze fiului conducerea companiei de zahăr. Penibil de prost pregătit, acesta ajunge într-o situație dificilă, având nevoie urgentă de bani. Apelează la ajutorul vărului său Maublanc, tatăl său refuzând să îl ajute. Maublanc este un desfrânat al cărui mod de viață este în contradicție cu principiile familiei și nu ezită să îl trădeze, spunând brokerilor de la bursă că imperiul Schoudler a rămas fără capital. 
François ajunge în mijlocul unui joc care îl depășește atât de mult, încât se sinucide. Într-un moment confuz al consecințelor dezastruoase ale lecției pe care a vrut să i le dea fiului său, Noël vrea să abandoneze totul. Merge însă la bursă unde, vorbind cu brokerii, îi asigură că afacerile sale sunt solide și prospere. Prețul acțiunilor crește și complotul lui Maublanc este evitat, reușind să se răzbune pe vărul său care l-a condus moral pe François la sinucidere. Viitorul este acum întruchipat de nepotul său, Jean-Noël.

## Distribuție
- Jean Gabin – Noël Schoudler, financiar
- Jean Desailly – François Schoudler, fiul său
- Pierre Brasseur – Lucien Maublanc, vărul său
- Bernard Blier – Simon Lachaume, mâna dreaptă a lui Noël
- Françoise Christophe – Jacqueline Schoudler, soția lui François
- Louis Seigner – Raoul Leroy
- Jean Wall – Pierre Leroy
- Julien Bertheau – tatăl lui Lesguendieu
- Daniel Lecourtois – Canet
- Jean Ozenne – profesorul Emile Lartois
- Jean Murat – generalul Robert de La Monnerie
- Nadine Tallier – Sylvaine Dual, prietena lui Maublanc
- Aimé Clariond – Gérard, marchizul de La Monnerie și ambasadorul Franței
- Jacques Monod – M. Rousseau, ministrul de finanțe
- Françoise Delbart – Isabelle de la Monnerie
- Patrick Millow – Jean-Noël Schoudler, nepotul lui Noël
- Emmanuelle Riva – secretara lui Noël (nemenționat)
- Jean Lanier – Voisart, agentul de bursă a lui Lucien
- Pierre Leproux –  impresarul Sylvainei
- Pascal Mazzotti – șoferul lui Schoudler
- Michèle Nadal – stenografa de la ziar
- Dominique Rozan – un broker de la bursă
- Geymond Vital – servitorul lui Schoudler
- Marcel Bernier – un bărbat de la bursă
- Marc Arian –un alt servitor a lui Schoudler
- Roger Lecuyer – o persoană la bursă

## Comentarii
- Romanul lui Maurice Druon, Les Grandes Familles, care a obținut Premiul Goncourt în 1948, situează acțiunea imediat după primul război mondial, este un roman istoric în trei volume care aparține ciclului La Fin des hommes.
- În film, acțiunea a fost actualizată la momentul filmării. Se bazează pe războiul dintre cei doi veri, interpretat de Jean Gabin și Pierre Brasseur, înconjurați de roluri secundare solide. A fost un succes popular în 1958 și este prezentat în mod regulat la televiziunea franceză.
- Este filmul de debut al actriței Emmanuelle Riva

## Literatură
- Druon, Maurice. Marile familii. București, 1961: Editura pentru Literatură Universală. p. 374.